# Malin Eriksson (låtskrivare)
Malin Eriksson är låtskrivare från Bergsjö, Hälsingland. Hon bor numera i Solna. Eriksson träffade Pontus Hagberg, mer känd under artistnamnet Evan, 1996 och kom därefter att skriva texter till hans låtar.

## Melodifestivalbidrag
- Melodifestivalen 2006 - Under your spell, framförd av Evan
- Melodifestivalen 2008 - When You Need Me, framförd av Thérèse Andersson